# HMS Mauritius
La HMS Mauritius (Pennant number C80), è stata un incrociatore leggero classe Crown Colony, tipo Fiji, della Royal Navy. Venne impostata nei cantieri Swan Hunter il 31 marzo 1938, varata il 19 luglio 1939 ed entrò in servizio il 4 gennaio 1940, a seconda guerra mondiale già in corso.

## Servizio
Al momento dell'ingresso in servizio la Mauritius venne assegnata al 10º Squadrone incrociatori della Home Fleet, con compito di protezione ai convogli nell'Atlantico. Nel mese di marzo operò da Freetown per la protezione dei convogli e in aprile venne trasferita presso il 4º Squadrone incrociatori nelle Indie Orientali. Giunse a Colombo il 20 giugno per prendere servizio. L'11 dicembre, con a bordo dei sopravvissuti della Repulse e della Prince of Wales partì per tornare in patria, dove giunse alla fine di gennaio 1942. Il mese successivo rimase in cantiere per ricevere l'equipaggiamento radar e ulteriori cannoni da 20 mm antiaerei; finiti i lavori venne riassegnata alla Indie Orientali dove giunse nel mese di giugno per svolgere compiti di protezione ai convogli e pattugliamento oceanico operando anche dal porto di Kilindini in Kenya.

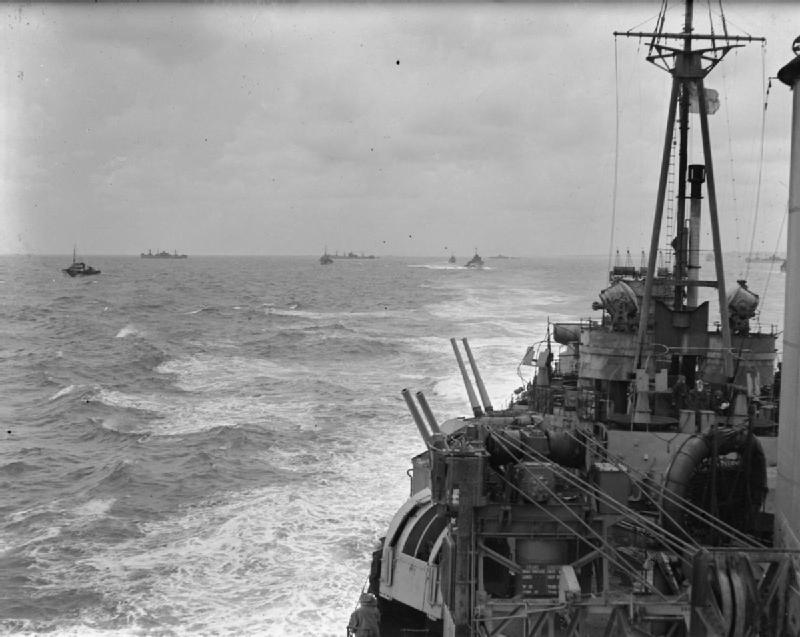
La Mauritius durante lo sbarco ad Anzio

Nel maggio 1943 venne trasferita presso il 15º Squadrone incrociatori della Mediterranean Fleet per partecipare alle operazioni di sbarco in Sicilia denominate Sbarco in Sicilia. Durante il passaggio nel canale di Suez rimase danneggiata dopo aver urtato il fondale. Le riparazioni ad Alessandria d'Egitto, durante le quali vennero installati ulteriori cannoncini da 20 mm, vennero completate per la fine di giugno. Il 7 luglio appoggiò le operazioni di sbarco in Sicilia, partecipando anche allo sbarco a Siracusa e bombardando le posizioni tedesche durante un tentativo di contrattacco. Nel mese di agosto operò nella zona di Catania bombardando il paese di Riposto il 12. Prima dello sbarco in Calabria bombardò le postazioni difensive nella zona il 2 settembre. Il 9 settembre partecipò all'Sbarco a Salerno, lo sbarco a Salerno fornendo supporto di artiglieria per tutto il giorno successivo.

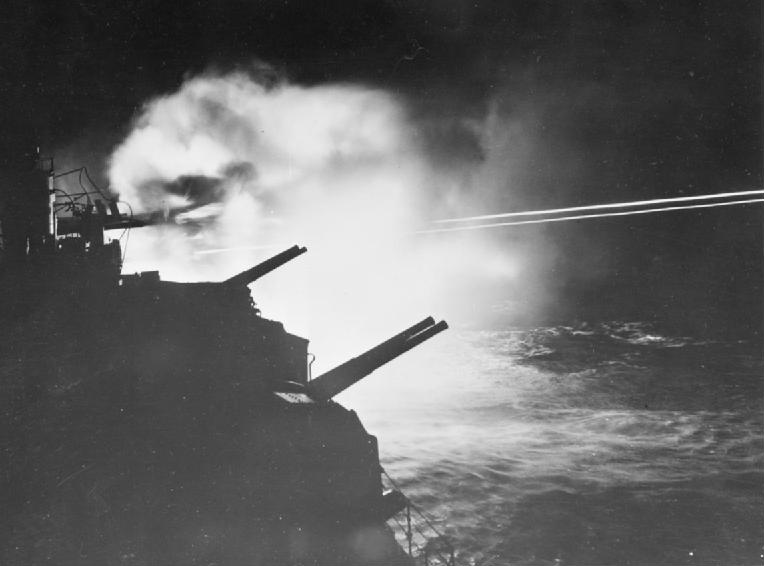
La Mauritius in azione nella baia di Audierne

Nel mese di dicembre venne trasferita nell'Atlantico tornando poi nel Tirreno per appoggiare lo sbarco ad Anzio iniziato il 22 gennaio 1944. Rimase in zona fino al 3 marzo e in aprile venne trasferita presso la Home Fleet in vista dell'Operazione Nettuno, lo sbarco in Normandia, da effettuarsi pochi mesi dopo. Nel mese di maggio rimase in cantiere dove vennero rimossi gli aerei e aggiornato il sistema Radar. Durante le operazioni di sbarco, il 6 giugno, fu aggregata alla Forza D in appoggio alle truppe dirette a Sword Beach. Il 13 giugno successivo venne leggermente danneggiata dal fuoco delle batterie costiere. Nel mese successivo bombardò più volte le posizioni tedesche a Caen. Nel mese di agosto operò nel golfo di Biscaglia per intercettare convogli tedeschi (operazioni Kinetic e Assault). Il 14 intercettò insieme ai cacciatorpediniere Ursa e HMCS Iroquois un convoglio affondando la torpediniera di scorta T24 e due navi. Il giorno successivo affondò un dragamine tedesco mentre un altro riuscì a fuggire con due mercantili. Il 25 agosto operando con le stesse due navi intercettò un altro convoglio che venne totalmente annientato insieme alla scorta formata da 5 pattugliatori tedeschi. A fine mese tornò a Devonport vista la ritirata delle truppe tedesche dalla zona di pattuglia e in ottobre venne trasferita al 10º Squadrone della Home Fleet e impiegata nelle acque norvegesi con il compito di intercettare il traffico tedesco. Il 28 gennaio 1945 insieme all'incrociatore Diadem intercettò tre cacciatorpediniere tedeschi salpati da Bergen danneggiandone uno e venendo colpita una volta. Il 25 febbraio venne sottoposta a un raddobbo nel cantiere civile di Birkenhead ricevendo le più moderne apparecchiature radar e di controllo fuoco.
Terminata la seconda guerra mondiale rimase in servizio come nave ammiraglia di diversi Squadroni incrociatori nella Home Fleet e nel Mediterraneo fino al 1947. Dopo un periodo in riserva tornò in servizio nel 1950 operando nel Golfo Persico  durante la crisi di Abadan. Radiata nel 1952 venne sottoposta a un ciclo di lavori prima di essere trasferita nuovamente in riserva. Dopo sette anni in riserva venne messa in vendita e acquistata dalla BISCO. La demolizione iniziò il 27 marzo 1965 nei cantieri Ward di Inverkeithing.